# МКХ-10: Клас XI. Хвороби органів травлення

## (K00-K93) Клас XI. Хвороби органів травлення

### (K00-K14) Хвороби порожнини рота, слинних залоз та щелеп
| (K00)   | Порушення розвитку і прорізування зубів                                                   |
| (K00.0) | Адентія                                                                                   |
| (K00.1) | Надкомплектні зуби                                                                        |
| (K00.2) | Аномалії розмірів та форми зубів                                                          |
| (K00.3) | Крапчасті зуби                                                                            |
| (K00.4) | Порушення формування зубів                                                                |
| (K00.5) | Спадкові порушення структури зубів, не класифіковані в інших рубриках                     |
| (K00.6) | Порушення прорізування зубів                                                              |
| (K00.7) | Синдром прорізування зубів                                                                |
| (K00.8) | Інші порушення розвитку зубів зміна цвета зубів в процесі формірованія                    |
| (K00.9) | Порушення розвитку зубів неуточнене нарушеніе одонтогенеза БДУ                            |
| (K01)   | Ретеновані і імпактного зуби                                                              |
| (K01.0) | Ретеновані зуби                                                                           |
| (K01.1) | Імпактного зуби                                                                           |
| (K02)   | Карієс зубів                                                                              |
| (K02.0) | Карієс емалі                                                                              |
| (K02.1) | Карієс дентину                                                                            |
| (K02.2) | Карієс цементу                                                                            |
| (K02.3) | Призупинили карієс зубів                                                                  |
| (K02.4) | Одонтоклазія                                                                              |
| (K02.8) | Інший карієс зубів                                                                        |
| (K02.9) | Карієс зубів неуточнений                                                                  |
| (K03)   | Інші хвороби твердих тканин зубів                                                         |
| (K03.0) | Підвищений стирання зубів                                                                 |
| (K03.1) | Сошліфованіе зубів                                                                        |
| (K03.2) | Ерозія зубів                                                                              |
| (K03.3) | Патологічна резорбція зубів                                                               |
| (K03.4) | Гіперцементоз                                                                             |
| (K03.5) | Анкілоз зубів                                                                             |
| (K03.6) | Відкладення (нарости) на зубах                                                            |
| (K03.7) | Зміна кольору твердих тканин зубів після прорізування                                     |
| (K03.8) | Інші уточнені хвороби твердих тканин зубів                                                |
| (K03.9) | Хвороба твердих тканин зубів неуточнена                                                   |
| (K04)   | Хвороби пульпи і періапікальних тканин                                                    |
| (K04.0) | Пульпіт                                                                                   |
| (K04.1) | Некроз пульпи                                                                             |
| (K04.2) | Дегенерація пульпи                                                                        |
| (K04.3) | Неправильне формування твердих тканин в пульпі                                            |
| (K04.4) | Гострий апікальний періодонтит пульпарного походження                                     |
| (K04.5) | Хронічний апікальний періодонтит                                                          |
| (K04.6) | Периапикальной абсцес з порожниною                                                        |
| (K04.7) | Периапикальной абсцес без порожнини                                                       |
| (K04.8) | Коренева кіста                                                                            |
| (K04.9) | Інші і неуточнених хвороби пульпи та періапікальних тканин                                |
| (K05)   | Гінгівіт і хвороби пародонту                                                              |
| (K05.0) | Гострий гінгівіт                                                                          |
| (K05.1) | Хронічний гінгівіт                                                                        |
| (K05.2) | Гострий пародонтит                                                                        |
| (K05.3) | Хронічний пародонтит                                                                      |
| (K05.4) | Пародонтоз                                                                                |
| (K05.5) | Інші хвороби пародонту                                                                    |
| (K05.6) | Хвороба пародонту неуточнена                                                              |
| (K06)   | Інші зміни ясен і беззубого альвеолярного краю                                            |
| (K06.0) | Рецесія ясен                                                                              |
| (K06.1) | Гіпертрофія ясен                                                                          |
| (K06.2) | Поразки ясна і беззубого альвеолярного краю, обумовлені травмою                           |
| (K06.8) | Інші уточнені зміни ясна і беззубого альвеолярного краю                                   |
| (K06.9) | Зміна ясна і беззубого альвеолярного краю неуточнене                                      |
| (K07)   | Щелепно-лицьові аномалії (включаючи аномалії прикусу)                                     |
| (K07.0) | Основні аномалії розмірів щелеп                                                           |
| (K07.1) | Аномалії щелепно-черепних співвідношень                                                   |
| (K07.2) | Аномалії співвідношень зубних дуг                                                         |
| (K07.3) | Аномалії положення зубів                                                                  |
| (K07.4) | Аномалія прикусу неуточнена                                                               |
| (K07.5) | Щелепно-лицьові аномалії функціонального походження                                       |
| (K07.6) | Хвороби скронево-щелепного суглоба                                                        |
| (K07.8) | Інші щелепно-лицьові аномалії                                                             |
| (K07.9) | Щелепно-лицьова аномалія неуточнена                                                       |
| (K08)   | Інші зміни зубів і їх опорного апарату                                                    |
| (K08.0) | Ексфоліація зубів внаслідок системних порушень                                            |
| (K08.1) | Втрата зубів внаслідок нещасного випадку, видалення або локальної периодонтальной хвороби |
| (K08.2) | Атрофія беззубого альвеолярного краю                                                      |
| (K08.3) | Затримка зубного кореня (ретенційний корінь)                                              |
| (K08.8) | Інші уточнені зміни зубів і їх опорного апарату                                           |
| (K08.9) | Зміни зубів і їх опорного апарату неуточнене                                              |
| (K09)   | Кісти області рота, не класифіковані в інших рубриках                                     |
| (K09.0) | Кісти, що утворилися в процесі формування зубів                                           |
| (K09.1) | Ростові (неодонтогенні) кісти області рота                                                |
| (K09.2) | Інші кісти щелеп                                                                          |
| (K09.8) | Інші уточнені кісти області рота, не класифіковані в інших рубриках                       |
| (K09.9) | Кіста області рота неуточнена                                                             |
| (K10)   | Інші хвороби щелеп                                                                        |
| (K10.0) | Порушення розвитку щелеп                                                                  |
| (K10.1) | Гігантоклітинна гранульома, центральна                                                    |
| (K10.2) | Запальні захворювання щелеп                                                               |
| (K10.3) | Альвеолит щелеп                                                                           |
| (K10.8) | Інші уточнені хвороби щелеп                                                               |
| (K10.9) | Хвороба щелепи неуточнена                                                                 |
| (K11)   | Хвороби слинних залоз                                                                     |
| (K11.0) | Атрофія слинної залози                                                                    |
| (K11.1) | Гіпертрофія слинної залози                                                                |
| (K11.2) | Сіалоаденіт                                                                               |
| (K11.3) | Абсцес слинної залози                                                                     |
| (K11.4) | Свищ слинної залози                                                                       |
| (K11.5) | Сіалолітіаз                                                                               |
| (K11.6) | Мукоцеле слинної залози                                                                   |
| (K11.7) | Порушення секреції слинних залоз                                                          |
| (K11.8) | Інші хвороби слинних залоз                                                                |
| (K11.9) | Хвороба слинної залози неуточнена                                                         |
| (K12)   | Стоматит і споріднені поразки                                                             |
| (K12.0) | Рецидивуючі афти порожнини рота                                                           |
| (K12.1) | Інші форми стоматиту                                                                      |
| (K12.2) | Флегмона і абсцес порожнини рота                                                          |
| (K13)   | Інші хвороби губ і слизової оболонки порожнини рота                                       |
| (K13.0) | Хвороби губ                                                                               |
| (K13.1) | Прикушення щоки і губ                                                                     |
| (K13.2) | Лейкоплакія та інші зміни епітелію порожнини рота, включаючи язик                         |
| (K13.3) | Волохата лейкоплакія                                                                      |
| (K13.4) | Гранулема і гранулемоподобная ураження слизової оболонки порожнини рота                   |
| (K13.5) | Підслизовий фіброз порожнини рота                                                         |
| (K13.6) | Гіперплазія слизової оболонки порожнини рота внаслідок подразнення                        |
| (K13.7) | Інші і неуточнених ураження слизової оболонки порожнини рота                              |
| (K14)   | Хвороби язика                                                                             |
| (K14.0) | Глосит                                                                                    |
| (K14.1) | «Географічний» язика                                                                      |
| (K14.2) | Серединний ромбоподібний глосит                                                           |
| (K14.3) | Гіпертрофія сосочків язика                                                                |
| (K14.4) | Атрофія сосочків язика                                                                    |
| (K14.5) | Складчастий язик                                                                          |
| (K14.6) | Глосодинія                                                                                |
| (K14.8) | Інші хвороби язика                                                                        |
| (K14.9) | Хвороба язика неуточнена                                                                  |

### (K20-K31) Хвороби стравоходу, шлунку та дванадцятипалої кишки
| (K20)   | Езофагіт                                                                                    |
| (K21)   | Гастро-езофагеальний рефлюкс                                                                |
| (K21.0) | Гастро-езофагеальний рефлюкс із езофагітом                                                  |
| (K21.9) | Гастро-езофагеальний рефлюкс без езофагіту                                                  |
| (K22)   | Інші хвороби стравоходу                                                                     |
| (K22.0) | Ахалазія кардіальної частини шлунку                                                         |
| (K22.1) | Виразка стравоходу                                                                          |
| (K22.2) | Непрохідність стравоходу                                                                    |
| (K22.3) | Перфорація стравоходу                                                                       |
| (K22.4) | Дискінезія стравоходу                                                                       |
| (K22.5) | Дивертикул стравоходу набутий                                                               |
| (K22.6) | Шлунково-стравохідний розривно-геморагічний синдром                                         |
| (K22.8) | Інші уточнені хвороби стравоходу                                                            |
| (K22.9) | Хвороба стравоходу неуточнена                                                               |
| (K23)   | Ураження стравоходу при хворобах, класифікованих в інших рубриках                           |
| (K23.0) | Туберкульозний езофагіт                                                                     |
| (K23.1) | Розширення стравоходу при хворобі Шагаса                                                    |
| (K23.8) | Ураження стравоходу при хворобах, класифікованих в інших рубриках                           |
| (K25)   | Виразка шлунку                                                                              |
| (K25.0) | Виразкова хвороба шлунка гостра з кровотечею                                                |
| (K25.1) | Виразкова хвороба шлунка гостра з перфорацією                                               |
| (K25.2) | Виразкова хвороба шлунка гостра з кровотечею та перфорацією                                 |
| (K25.3) | Гостра (симптоматична) виразка шлунка                                                       |
| (K25.4) | Виразкова хвороба шлунка хронічна або неуточнена з кровотечею                               |
| (K25.5) | Виразкова хвороба шлунка з перфорацією                                                      |
| (K25.6) | Виразкова хвороба шлунка хронічна або неуточнена з кровотечею та перфорацією                |
| (K25.7) | Виразкова хвороба шлунка хронічна або неуточнена без кровотечі та перфорації                |
| (K25.8) | Виразкова хвороба шлунка неуточнена як гостра або хронічна без кровотечі або перфорації     |
| (K26)   | Виразка дванадцятипалої кишки                                                               |
| (K26.0) | Виразкова хвороба дванадцятипалої кишки гостра з кровотечею                                 |
| (K26.1) | Виразкова хвороба дванадцятипалої кишки гостра з перфорацією                                |
| (K26.2) | Виразкова хвороба дванадцятипалої кишки гостра з кровотечею та перфорацією                  |
| (K26.3) | Гостра виразка дванадцятипалої кишки                                                        |
| (K26.4) | Виразкова хвороба дванадцятипалої кишки хронічна або неуточнена з кровотечею                |
| (K26.5) | Виразкова хвороба дванадцятипалої кишки хронічна або неуточнена з перфорацією               |
| (K26.6) | Виразкова хвороба дванадцятипалої кишки хронічна або неуточнена з кровотечею та перфорацією |
| (K26.7) | Виразкова хвороба дванадцятипалої кишки хронічна без кровотечі або перфорації               |
| (K27)   | Пептична виразка                                                                            |
| (K27.0) | Пептична виразка анастомозу гостра з кровотечею                                             |
| (K27.1) | Пептична виразка анастомозу гостра з перфорацією                                            |
| (K27.2) | Пептична виразка анастомозу гостра з кровотечею та перфорацією                              |
| (K27.3) | Пептична виразка анастомозу гостра без кровотечі та перфорації                              |
| (K27.4) | Пептична виразка анастомозу хронічна або неуточнена з кровотечею                            |
| (K27.5) | Пептична виразка анастомозу хронічна або неуточнена з перфорацією                           |
| (K27.6) | Пептична виразка анастомозу хронічна або неуточнена з кровотечею та перфорацією             |
| (K27.7) | Пептична виразка анастомозу хронічна або неуточнена без кровотечі та перфорації             |
| (K28)   | Рецидивна виразка дванадцятипалої кишки після СПВ                                           |
| (K28.0) | Гастроєюнальна виразка гостра з кровотечею                                                  |
| (K28.1) | Гастроєюнальна виразка гостра з перфорацією                                                 |
| (K28.2) | Гастроєюнальна виразка гостра з кровотечею та перфорацією                                   |
| (K28.3) | Гастроєюнальна виразка гостра без кровотечі та перфорації                                   |
| (K28.4) | Гастроєюнальна виразка хронічна або неуточнена з кровотечею                                 |
| (K28.5) | Гастроєюнальна виразка хронічна або неуточнена з перфорацією                                |
| (K28.6) | Гастроєюнальна виразка хронічна або неуточнена з кровотечею та перфорацією                  |
| (K28.7) | Гастроєюнальна виразка хронічна або неуточнена без кровотечі та перфорації                  |
| (K29)   | Гастрит та дуоденіт                                                                         |
| (K29.0) | Гострий геморагічний гастрит                                                                |
| (K29.1) | Інші гострі гастрити                                                                        |
| (K29.2) | Алкогольний гастрит                                                                         |
| (K29.3) | Хронічний неатрофічний гастрит                                                              |
| (K29.4) | Хронічний атрофічний гастрит                                                                |
| (K29.5) | Гіпертрофічний гастрит, неуточнений                                                         |
| (K29.6) | Інший гастрит                                                                               |
| (K29.7) | Гастрит неуточнений                                                                         |
| (K29.8) | Дуоденіт                                                                                    |
| (K29.9) | Гастродуоденіт неуточнений                                                                  |
| (K30)   | Диспепсія                                                                                   |
| (K31)   | Інші хвороби шлунку та дванадцятипалої кишки                                                |
| (K31.0) | Гостре розширення шлунку                                                                    |
| (K31.1) | Гастростаз                                                                                  |
| (K31.2) | Стриктура у вигляді піскового годинника та стеноз шлунку                                    |
| (K31.3) | Пілороспазм, не класифікований в інших рубриках                                             |
| (K31.4) | Дивертикул шлунку                                                                           |
| (K31.5) | Непрохідність дванадцятипалої кишки                                                         |
| (K31.6) | Нориця шлунка та дванадцятипалої кишки                                                      |
| (K31.8) | Артеріо-мезентеріальна хронічна непрохідність дванадцятипалої кишки                         |
| (K31.9) | Хвороба шлунку та ДПК, неуточнена                                                           |
| (K34.0) | Демпінг-синдром                                                                             |
| (K34.2) | Рубцова деформація та звуження анастомозу                                                   |
| (K34.3) | Постваготомічна діарея                                                                      |
| (K34.4) | Гастроплегія після ваготомії                                                                |

### (K35-K38) Хвороби апендикса
| (K35)   | Гострий апендицит                           |
| (K35.0) | Гострий апендицит з перитонітом             |
| (K35.1) | Гострий апендицит з перитонеальним абсцесом |
| (K35.9) | Гострий апендицит, неуточнений              |
| (K36)   | Хронічний апендицит                         |
| (K37)   | Неуточнений апендицит                       |
| (K38)   | Інші хвороби апендикса                      |
| (K38.0) | Гіперплазія апендикса                       |
| (K38.1) | Апендикулярні конкременти                   |
| (K38.2) | Дивертикул апендикса                        |
| (K38.3) | Фістула апендикса                           |
| (K38.8) | Інші уточнені хвороби апендикса             |
| (K38.9) | Хвороба апендикса, неуточнена               |

### (K40-K46) Грижі
| (K40)   | Пахова грижа                                                             |
| (K40.0) | Двобічна пахова грижа з непрохідністю без гангрени                       |
| (K40.1) | Двобічна пахова грижа з гангреною                                        |
| (K40.2) | Двобічна пахова грижа без непрохідністі або без гангрени                 |
| (K40.3) | Однобічна або неуточнена пахова грижа з непрохідністю без гангрени       |
| (K40.4) | Однобічна або неуточнена пахова грижа з гангреною                        |
| (K40.9) | Однобічна або неуточнена пахова грижа без непрохідністі або без гангрени |
| (K41)   | Стегнова грижа                                                           |
| (K41.0) | Двостороння стегнова грижа з непрохідністю без гангрени                  |
| (K41.1) | Двостороння стегнова грижа з гангреною                                   |
| (K41.2) | Двостороння стегнова грижа без непрохідності чи гангрени                 |
| (K41.3) | Одностороння чи неуточнена стегнова грижа з непрохідністю без гангрени   |
| (K41.4) | Одностороння чи неуточнена стегнова грижа з гангреною                    |
| (K41.9) | Одностороння чи неуточнена стегнова грижа без непрохідності чи гангрени  |
| (K42)   | Пупкова грижа                                                            |
| (K42.0) | Пупкова грижа з непрохідністю без гангрени                               |
| (K42.1) | Пупкова грижа з гангреною                                                |
| (K42.9) | Пупкова грижа без непрохідності чи гангрени                              |
| (K43)   | Грижа черевної стінки                                                    |
| (K43.0) | Грижа черевної стінки з непрохідністю без гангрени                       |
| (K43.1) | Грижа черевної стінки з гангреною                                        |
| (K43.9) | Грижа черевної стінки без непрохідності чи гангрени                      |
| (K44)   | Діафрагмальна грижа                                                      |
| (K44.0) | Діафрагмальна грижа з непрохідністю без гангрени                         |
| (K44.1) | Діафрагмальна грижа з гангреною                                          |
| (K44.9) | Діафрагмальна грижа без непрохідності чи гангрени                        |
| (K45)   | Інші грижі черевної порожнини                                            |
| (K45.0) | Поперекова грижа                                                         |
| (K45.1) | Грижа замикаючого отвору                                                 |
| (K45.8) | Інша уточнена грижа черевної порожнини без непрохідності чи гангрени     |
| (K46)   | Грижа черевної порожнини неуточнена                                      |
| (K46.0) | Неуточнена грижа черевної порожнини з непрохідністю без гангрени         |
| (K46.1) | Неуточнена грижа черевної порожнини з гангреною                          |
| (K46.9) | Неуточнена грижа черевної порожнини без непрохідності чи гангрени        |

### (K50-K52) Неінфекційний ентерит та коліт
| (K50)   | Хвороба Крона (регіонарний ентерит)                  |
| (K50.0) | Хвороба Крона тонкої кишки                           |
| (K50.1) | Хвороба Крона товстої кишки                          |
| (K50.8) | Інші хвороби Крона                                   |
| (K50.9) | Хвороба Крона неуточнена                             |
| (K51)   | Виразковий коліт                                     |
| (K51.0) | Виразковий хронічний ентероколіт                     |
| (K51.1) | Виразковий хронічний ілеоколіт                       |
| (K51.2) | Виразковий хронічний проктит                         |
| (K51.3) | Виразковий хронічний ректосигмоїдит                  |
| (K51.4) | Псевдополіпоз ободової кишки                         |
| (K51.5) | Слизовий проктоколіт                                 |
| (K51.8) | Інший виразковий коліт                               |
| (K51.9) | Виразковий коліт, неуточнений                        |
| (K52)   | Хронічний коліт                                      |
| (K52.0) | Радіаційний гастроентерит та коліт                   |
| (K52.1) | Токсичний гастроентерит та коліт                     |
| (K52.2) | Алергічний та аліментарний гастроентерит і коліт     |
| (K52.8) | Інший уточнений неінфекційний гастроентерит та коліт |
| (K52.9) | Неінфекційний хронічний ентероколіт неуточнений      |

### (K55-K64) Інші хвороби кишок
| (K55)   | Судинні хвороби кишки                                                        |
| (K55.0) | Гострі судинні хвороби кишки                                                 |
| (K55.1) | Хронічна абдомінальна ішемія                                                 |
| (K55.2) | Ангіодисплазія ободової кишки                                                |
| (K55.8) | Інші судинні хвороби кишки                                                   |
| (K55.9) | Судинні хвороби кишки неуточнені                                             |
| (K56)   | Гостра кишкова непрохідність                                                 |
| (K56.0) | Паралітичний ілеус                                                           |
| (K56.1) | Інвагінація                                                                  |
| (K56.2) | Заворот кишок                                                                |
| (K56.3) | Жовчнокам'яна непрохідність кишки                                            |
| (K56.4) | Інші види закупорки кишки                                                    |
| (K56.5) | Кишкові спайки (зрощення) з непрохідністю                                    |
| (K56.6) | Інша неуточнена кишкова непрохідність                                        |
| (K56.7) | Ілеус неуточнений                                                            |
| (K57)   | Дивертикулярна хвороба кишки                                                 |
| (K57.0) | Дивертикулярна хвороба тонкої кишки з перфорацією та абсцесом                |
| (K57.1) | Дивертикулярна хвороба тонкої кишки без перфорації чи абсцесу                |
| (K57.2) | Дивертикулярна хвороба товстої кишки з перфорацією та абсцесом               |
| (K57.3) | Дивертикулярна хвороба товстої кишки без перфорації чи абсцесу               |
| (K57.4) | Дивертикулярна хвороба тонкої та товстої кишки з перфорацією чи абсцесом     |
| (K57.5) | Дивертикулярна хвороба тонкої та товстої кишки без перфорації чи абсцесу     |
| (K57.8) | Дивертикулярна хвороба кишки, неуточненої частини, з перфорацією та абсцесом |
| (K57.9) | Дивертикулярна хвороба кишки, неутоненної частини, без перфорації чи абсцесу |
| (K58)   | Синдром подразненого кишечника                                               |
| (K58.0) | Синдром подразненого кишечника з діареєю                                     |
| (K58.9) | Синдром подразненого кишечника без діареї                                    |
| (K59)   | Інші функціональні порушення кишки                                           |
| (K59.0) | Запор                                                                        |
| (K59.1) | Функціональна діарея                                                         |
| (K59.2) | Неврогенна збудливість кишки не класифікована в інших рубриках               |
| (K59.3) | Мегаколон                                                                    |
| (K59.4) | Спазм анального сфінктера                                                    |
| (K59.8) | Інші уточнені функціональні порушення кишки                                  |
| (K59.9) | Функціональне порушення кишки, неуточнене                                    |
| (K60)   | Тріщина та нориця в області заднього проходу та прямої кишки                 |
| (K60.0) | Гостра тріщина заднього проходу                                              |
| (K60.1) | Хронічна анальна тріщина                                                     |
| (K60.2) | Тріщина заднього проходу, неуточнена                                         |
| (K60.3) | Свищ заднього проходу                                                        |
| (K60.4) | Свищ прямої кишки                                                            |
| (K60.5) | Аноректальний свищ                                                           |
| (K61)   | Абсцесс в області заднього проходу та прямої кишки                           |
| (K61.0) | Анальний абсцесс                                                             |
| (K61.1) | Ректальний абсцес                                                            |
| (K61.2) | Аноректальний абсцес                                                         |
| (K61.3) | Іншій ректальний абсцес                                                      |
| (K61.4) | Інтрасфінктерний абсцес                                                      |
| (K62)   | Інші захворювання заднього проходу та прямої кишки                           |
| (K62.0) | Поліп анального каналу та прямої кишки                                       |
| (K62.1) | Поліп анального каналу                                                       |
| (K62.2) | Випадання заднього проходу                                                   |
| (K62.3) | Випадіння прямої кишки                                                       |
| (K62.4) | Стеноз ануса та прямої кишки                                                 |
| (K62.5) | Анальна та ректальна кровотеча                                               |
| (K62.6) | Виразка ануса та прямої кишки                                                |
| (K62.7) | Радіаційний проктит                                                          |
| (K62.8) | Інші уточнені захворювання заднього проходу та прямої кишки                  |
| (K62.9) | Хвороби заднього проходу та прямої кишки неуточнені                          |
| (K63)   | Інші хвороби кишки                                                           |
| (K63.0) | Абсцес кишки                                                                 |
| (K63.1) | Перфорація кишки (нетравматична)                                             |
| (K63.2) | Кишковий свищ                                                                |
| (K63.3) | Виразка кишки                                                                |
| (K63.4) | Ентероптоз                                                                   |
| (K63.5) | Поліп товстої кишки                                                          |
| (K63.8) | Інші уточнені хвороби кишки                                                  |
| (K63.9) | Хвороба кишки, неуточнена                                                    |

### (K65-K67) Хвороби черевної порожини
| (K65)   | Перитоніт                                                                              |
| (K65.0) | Гострий перитоніт                                                                      |
| (K65.8) | Абсцеси черевної порожнини                                                             |
| (K65.9) | Перитоніт, неуточнений                                                                 |
| (K66)   | Інші ураження очеревини                                                                |
| (K66.0) | Злукова хвороба органів черевної порожнини                                             |
| (K66.1) | Гемоперитонеум                                                                         |
| (K66.8) | Інші уточнені захворювання очеревини                                                   |
| (K66.9) | Ураження очеревини неуточнене                                                          |
| (K67)   | Ураження очеревини при інфекційних захворюваннях, указаних в інших рубриках            |
| (K67.0) | Хламидійний перитоніт (А74.8+)                                                         |
| (K67.1) | Гонококовий перитоніт (А54.8+)                                                         |
| (K67.2) | Сифілітичний перитоніт (52.7+)                                                         |
| (K67.3) | Туберкульозний перитоніт (А18.3+)                                                      |
| (K67.8) | Інші ураження очеревини при інфекційних захворюваннях, класифікованих в інших рубриках |

### (K70-K77) Хвороби печінки
| (K70)   | Алкогольна хвороба печінки                                                                     |
| (K70.0) | Алкогольна жирова інфільтрація печінки                                                         |
| (K70.1) | Алкогольна хвороба печінки                                                                     |
| (K70.2) | Алкогольний фіброз та склероз печінки                                                          |
| (K70.3) | Алкогольний цироз печінки                                                                      |
| (K70.4) | Алкогольна печінкова недостатність                                                             |
| (K70.9) | Алкогольна хвороба печінки неуточнена                                                          |
| (K71)   | Токсичене ураження печінки                                                                     |
| (K71.0) | Токсичне ураження печінки з холестазом                                                         |
| (K71.1) | Токсичне ураження печінки з некрозом печінки                                                   |
| (K71.2) | Токсичне ураження печінки з гострим гепатитом                                                  |
| (K71.3) | Токсичне ураження печінки з хронічним персистуючим гепатитом                                   |
| (K71.4) | Токсичне ураження печінки з хронічним лобулярним гепатитом                                     |
| (K71.5) | Токсичне ураження печінки з хронічним активним гепатитом                                       |
| (K71.6) | Токсичне ураження печінки з гепатитом, не класифікованим в інших рубриках                      |
| (K71.7) | Токсичне ураження печінки з фіброзом та цирозом печінки                                        |
| (K71.8) | Токсичне ураження печінки з іншими порушеннями печінки                                         |
| (K71.9) | Токсичне ураження печінки, неуточнене                                                          |
| (K72)   | Печінкова недостатність, не класифікована в інших рубриках                                     |
| (K72.0) | Гостра або підгостра печінкова недостатність                                                   |
| (K72.1) | Хронічна печінкова недостатність                                                               |
| (K72.9) | Печінкова недостатність, неуточнена                                                            |
| (K73)   | Хронічний гепатит, не класифікований в інших рубриках                                          |
| (K73.0) | Хронічний персистуючий гепатит, не класифікований в інших рубриках                             |
| (K73.1) | Хронічний лобулярний гепатит, не класифікований в інших рубриках                               |
| (K73.2) | Хронічний активний гепатит, не класифікований в інших рубриках                                 |
| (K73.8) | Інший хронічний гепатит, не класифікований в інших рубриках                                    |
| (K73.9) | Хронічний гепатит, неуточнений                                                                 |
| (K74)   | Фіброз та цироз печінки                                                                        |
| (K74.0) | Фіброз печінки                                                                                 |
| (K74.1) | Склероз печінки                                                                                |
| (K74.2) | Фіброз печінки в сочетании со склерозом печени                                                 |
| (K74.3) | Первинний біліарний цироз                                                                      |
| (K74.4) | Вторинний біліарний цироз                                                                      |
| (K74.5) | Біліарний цироз неуточнений                                                                    |
| (K74.6) | Інший та неуточнений цироз печінки                                                             |
| (K75)   | Інші запальні хвороби печінки                                                                  |
| (K75.0) | Абсцес печінки                                                                                 |
| (K75.1) | Флебіт воротної вени                                                                           |
| (K75.2) | Неспецифічний реактивний гепатит                                                               |
| (K75.3) | Гранулематозний гепатит, не класифікований в інших рубриках                                    |
| (K75.8) | Інші уточнені запальні захворювання печінки                                                    |
| (K75.9) | Запальна хвороба печінки, неуточнена                                                           |
| (K76)   | Інші хвороби печінки                                                                           |
| (K76.0) | Жирова дегенерація печінки, не класифікована в інших рубриках                                  |
| (K76.1) | Хронічна пасивна повнокровність печінки                                                        |
| (K76.2) | Центролобулярний геморагічний некроз печінки                                                   |
| (K76.3) | Інфаркт печінки                                                                                |
| (K76.4) | Печінкова пурпура                                                                              |
| (K76.5) | Веноклюзивна хвороба печінки                                                                   |
| (K76.6) | Портальна гіпертензія                                                                          |
| (K76.7) | Гепаторенальний синдром                                                                        |
| (K76.8) | Інші уточнені хвороби печінки                                                                  |
| (K76.9) | Хвороба печінки неуточнена                                                                     |
| (K77)   | Ураження печінки при захворюваннях класифікованих в інших рубриках                             |
| (K77.0) | Ураження печінки при інфекційних та паразитарних захворюваннях класифікованих в інших рубриках |
| (K77.8) | Ураження печінки при інших хворобах, класифікованих в інших рубриках                           |

### (K80-K87) Хвороби жовчного міхура, жовчовивідних шляхів та підшлункової залози
| (K80)   | Жовчнокам'яна хвороба (холелітіаз)                                                                                  |
| (K80.0) | Гострий калькульозний холецистит                                                                                    |
| (K80.1) | Хронічний калькульозний холецистит                                                                                  |
| (K80.2) | Камінь жовчного міхура без холециститу                                                                              |
| (K80.3) | Камінь жовчної протоки з холангітом                                                                                 |
| (K80.4) | Холедохокалькульоз з холециститом                                                                                   |
| (K80.5) | Холедохокалькулез без холангиту та холециститу                                                                      |
| (K80.8) | Інші форми холедохокалькульозу                                                                                      |
| (K81)   | Холецистит |
| (K81.0) | Гострий холецистит                                                                                                  |
| (K81.1) | Хронічний безкам'яний холецистит                                                                                    |
| (K81.8) | Інші форми холецистита                                                                                              |
| (K81.9) | Холецистит, неуточненный                                                                                            |
| (K82)   | Інші хвороби жовчного міхура                                                                                        |
| (K82.0) | Закупорка жовчного міхура                                                                                           |
| (K82.1) | Водянка жовчного міхура                                                                                             |
| (K82.2) | Перфорація жовчного міхура                                                                                          |
| (K82.3) | Свищ жовчного міхура                                                                                                |
| (K82.4) | Холестероз жовчного міхура                                                                                          |
| (K82.8) | Інші уточнені хвороби жовчного міхура                                                                               |
| (K82.9) | Хвороба жовчного міхура, неуточнена                                                                                 |
| (K83)   | Інші хвороби жовчовивідних шляхів                                                                                   |
| (K83.0) | Холангіт |
| (K83.1) | Стриктура позапечінкових жовчних протоків                                                                           |
| (K83.2) | Перфорація жовчної протоки                                                                                          |
| (K83.3) | Фістула позапечінкових жовчних протоків                                                                             |
| (K83.4) | Спазм сфінктера Одді                                                                                                |
| (K83.5) | Кіста позапечінкових жовчних протоків                                                                               |
| (K83.8) | Інші уточнені хвороби жовчевивідних шляхів                                                                          |
| (K83.9) | Хвороба жовчевивідних шляхів, неуточнена                                                                            |
| (K85)   | Гострий панкреатит                                                                                                  |
| (K86)   | Інші хвороби підшлункової залози                                                                                    |
| (K86.0) | Хронічний панкреатит алкогольної етіології                                                                          |
| (K86.1) | Інший хронічний панкреатит                                                                                          |
| (K86.2) | Кіста підшлункової залози                                                                                           |
| (K86.3) | Псевдокіста підшлункової залози                                                                                     |
| (K86.8) | Інші уточнені захворювання підшлункової залози                                                                      |
| (K86.9) | Хвороба підшлункової залози, неуточнена                                                                             |
| (K87)   | Ураження жовчного міхура, жовчовивідних шляхів, та підшлункової залози при хворобах класифікованих в інших рубриках |
| (K87.0) | Ураження жовчного міхура та жовчовивідних шляхів при хворобах класифікованих в інших рубриках                       |
| (K87.1) | Ураження підшлункової залози при хворобах класифікованих в інших рубриках                                           |

### (K90-K93) Інші хвороби органів травлення
| (K90)   | Порушення всмоктування в кишечнику                                                      |
| (K90.0) | Целіакія                                                                                |
| (K90.1) | Тропічна спру                                                                           |
| (K90.2) | Синдром сліпої петлі не класифікований в інших рубриках                                 |
| (K90.3) | Панкреатична стеаторея                                                                  |
| (K90.4) | Порушення всмоктування внаслідок непереносимості не класифіковані в інших рубриках      |
| (K90.8) | Інші порушення всмоктування                                                             |
| (K90.9) | Порушення всмоктування, неуточнене                                                      |
| (K91)   | Порушення органів травлення після медичних процедур, не класифікованих в інших рубриках |
| (K91.0) | Синдром привідної петлі                                                                 |
| (K91.1) | Синдром оперованого шлунку                                                              |
| (K91.2) | Післяваготомічна діарея                                                                 |
| (K91.3) | Післяопераційна непрохідність кишки                                                     |
| (K91.4) | Синдром скороченої кишки                                                                |
| (K91.5) | Постхолецист-ектомічний синдром                                                         |
| (K91.8) | Синдром скороченої кишки                                                                |
| (K91.9) | Антибіотикоасиційована діарея                                                           |
| (K92)   | Інші хвороби органів травлення                                                          |
| (K92.0) | Кров'яна блювота                                                                        |
| (K92.1) | Мелена                                                                                  |
| (K92.2) | Шлунково-кишкова кровотеча нез'ясованої етіології                                       |
| (K92.8) | Рубцева деформація та звуження анастомоза                                               |
| (K92.9) | Хвороба органів травлення неуточнена                                                    |
| (K93)   | Ураження інших органів травлення при хворобах, класифікованих в інших рубриках          |
| (K93.0) | Туберкульозне ураження кишечника, очеревини та лімфатичних залоз брижі (18.3+)          |
| (K93.1) | Мегаколон при хворобі Шагаса (B57.3+)                                                   |
| (K93.8) | Ураження уточнених органів травлення при хворобах, класифікованих в інших рубриках      |

## Виноски
1. ↑  International Statistical Classification of Diseases and Related Health Problems 10th Revision. Version:2015 (англ.). World Health Organization. Процитовано 15 листопада 2015. (англ.)
2. ↑  Клініко-статистична класифікація хвороб, розроблена на базі МКХ-10 (проект) (укр.). Міністерство охорони здоров'я України. Процитовано 15 листопада 2015. (укр.)